# Формула Таппера
Формула Таппера (англ. Tupper's self-referential formula) — самореферентная (при определённых условиях) формула, открытая Джеффом Таппером (англ. Jeff Tupper). Будучи отображённой на плоскости, создаёт собственное изображение.
Впервые формула была опубликована в 2001 году в докладе Джеффа Таппера для SIGGRAPH, посвящённом разработанной им программе рисования графиков GrafEq.
Формула является неравенством, определённым следующим образом
{\displaystyle {1 \over 2}<\left\lfloor \mathrm {mod} \left(\left\lfloor {y \over 17}\right\rfloor 2^{-17\lfloor x\rfloor -\mathrm {mod} (\lfloor y\rfloor ,17)},2\right)\right\rfloor ,}
где {\displaystyle \lfloor \cdot \rfloor } обозначает целую часть, а mod — оператор остатка от деления.
Пусть k равно числу с 543-мя знаками:
960 939 379 918 958 884 971 672 962 127 852 754 715 004 339 660 129 306 651 505 519 271 702 802 395 266 424 689 642 842 174 350 718 121 267 153 782 770 623 355 993 237 280 874 144 307 891 325 963 941 337 723 487 857 735 749 823 926 629 715 517 173 716 995 165 232 890 538 221 612 403 238 855 866 184 013 235 585 136 048 828 693 337 902 491 454 229 288 667 081 096 184 496 091 705 183 454 067 827 731 551 705 405 381 627 380 967 602 565 625 016 981 482 083 418 783 163 849 115 590 225 610 003 652 351 370 343 874 461 848 378 737 238 198 224 849 863 465 033 159 410 054 974 700 593 138 339 226 497 249 461 751 545 728 366 702 369 745 461 014 655 997 933 798 537 483 143 786 841 806 593 422 227 898 388 722 980 000 748 404 719. 
Если отобразить график функции для удовлетворяющих неравенству точек (x, y) в диапазоне {\displaystyle 0\leqslant x<106} и {\displaystyle k\leqslant y<k+17}, то получится:
Сама формула имеет общее применение для декодирования растровых изображений, закодированных в константе k. Формулу можно использовать для воспроизведения произвольных изображений, при этом она не будет содержать никаких ссылок на себя.
Константа k — простой монохромный растр, используемый в формуле как двоичное число, умноженное на 17. Если k разделить на 17, то младший бит будет соответствовать левому нижнему углу; все 17 младших битов будут соответствовать левой колонке пикселей; следующие 17 младших битов будут соответствовать второй колонке слева и т. д.
Для создания константы k из изображения необходимо:
1. Представить изображение в растровом виде на поле 106 × 17;
2. Заменить, двигаясь снизу-вверх и слева-направо, закрашенные клетки на «1», а пустые на «0»;
3. Перевести полученное число в десятичную систему счисления;
4. Умножить число на 17;

Таким же образом, но в обратном порядке, можно получить изображение из константы k.